# Mezquita de la Qasba
La mezquita de la Qasba, también conocida como mezquita de Mulay al-Yazid es una mezquita histórica de Marrakech, Marruecos. Fue construida por el califa almohade Abu Yúsuf Yaacub al-Mansur entre los años 1185 y 1190. Se encuentra en la Qasba de Marrakech, la antigua ciudadela de la urbe, cerca de los históricos palacios reales. Junto con la mezquita Kutubía, es una de las más importantes de Marrakech.
Está cerca del palacio El Badi y del Palacio Real aún usado por el rey de Marruecos actualmente. Al este se encuentra la plaza Moulay el Yazid y al sur las Tumbas Saadíes, una necrópolis con los enterramientos de la dinastía saadí. La mezquita también está cerca de las murallas de la ciudad y de la Bab Agnaou, la puerta principal a la Qasba.

## Historia

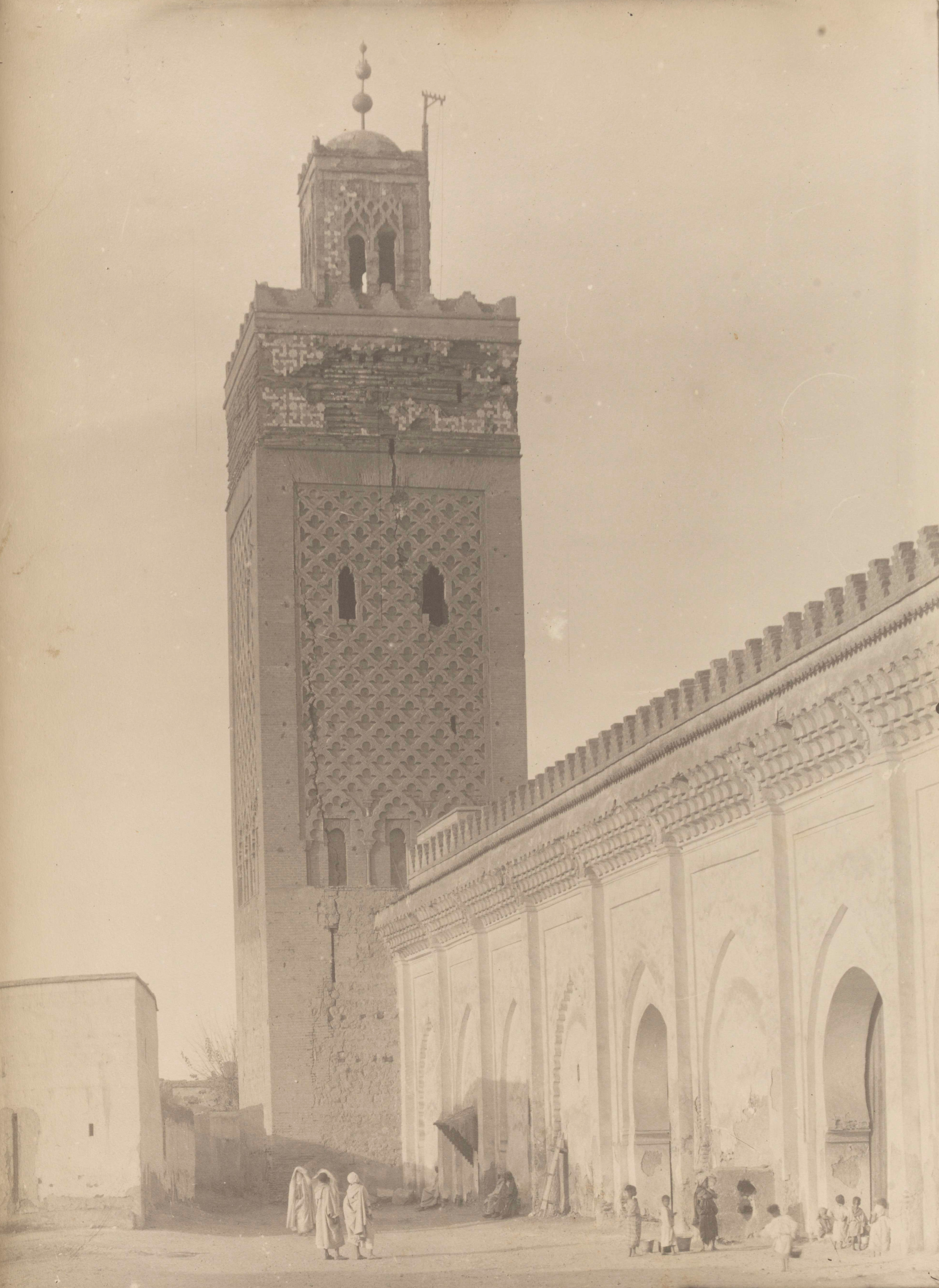
El minarete y la fachada occidental a comienzos del.

La construcción de la mezquita probablemente comenzó en 1185 y finalizó cinco años más tarde, en el apogeo del Imperio almohade. Fue mandada construir por el califa almohade Abu Yúsuf Yaacub al-Mansur como parte de su recién creada qasba (ciudadela) que serviría como residencia real del califa almohade, creando un precedente para los gobernantes del mundo islámico que construyeron ciudades-palacio o distritos reales separados. La mezquita de la Qasba fue construida como mezquita congregacional para el califa y el distrito real, donde el gobernante iba a rezar.
Incluso tras la muerte de al-Mansur y la caída del Imperio almohade, la mezquita de la Qasba continuó teniendo gran prestigio entre la ciudadanía y los consecuentes gobernantes, llegando a ser comparada con la mezquita Kutubía. Los gobernantes benimerines comenzaron a enterrarse en un cementerio al sur de la mezquita, y más tarde en cementerio real de la dinastía saadí, lo que se acabaría convirtiendo en las Tumbas saadíes.
A finales del siglo XVI la mezquita fue gravemente dañada por una enorme explosión en una tienda de pólvora, haciendo que el sultán saadí Abdallah al-Ghalib (r. 1557-1574) emprendiera restauraciones. Los expertos han estimado que las reparaciones preservaron el original almohade, aunque las decoraciones de estuco visibles actualmente albergan un estilo saadí, incluso un estudio reciente de Íñigo Almela Legorburu indica que la reconstrucción saadí llevó a cambios significativos en la configuración interna de la mezquita y a su configuración actual. Incluso tras estas restauraciones, se apreciaban grandes grietas en el minarete hasta el siglo XX.
Posteriormente, el sultán alauí Mohammed III llevó a cabo otra ronda de restauraciones a finales del siglo XVIII. La cúpula de madera de la entrada principal data de esta época, aunque parece que los gobernantes preservaron la estructura original.
El 16 de agosto de 1907, días tras el bombardeo francés de Casablanca y la invasión de las llanuras de Shauía, un grupo liderado por Madani El Glawi se reunió en la mezquita para jurar lealtad a Abd al-Hafid como sultán sobre su hermano Abd al-Aziz. Actualmente la mezquita sigue en uso y los no musulmanes, como en casi todas las mezquitas marroquíes, tienen prohibido su acceso.

## Orientación de la quibla
La mezquita, al igual que otras almohades y medievales a principios del islam, no está correctamente orientada hacia la quibla, lo que indica el punto hacia la ciudad de La Meca. Está orientada hacia el sur con un acimut (del norte) de 159 grados, mientras que la verdadera quibla, como en una mezquita moderna, está a 91 grados,hacia el este. Existe un debate histórico sobre la orientación en lugares alejados occidentalmente como Marruecos y al-Ándalus; como resultado, la orientación de las mezquitas de Marrakech varía según el período histórico en el que fueron construidas.